# Abraham Verhoeven

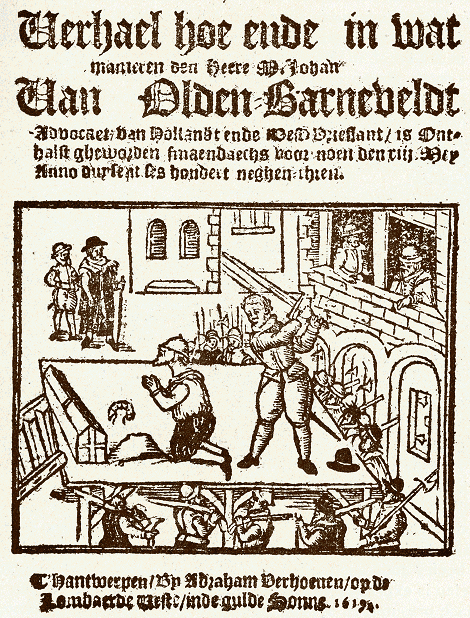
Verhael hoe ende in wat manieren den heere Johan Van Olden-Barneveldt, Advocaet van Hollandt ende den Vrieslant/ is Onthalst gheworden smaendachs voor noen den xiij Mey Anno Duisent zes hondert neghen-thien; T'hantwerpen/By Abraham Verhoeven/op de Lombaerde Veste/inde gulde Sonne, 1619

Abraham Verhoeven (Antwerpen, 1575 - aldaar, 1652) was de eerste krantenuitgever van de Zuidelijke Nederlanden.
In 1605 bekwam hij een octrooi op het uitgeven van berichten over de overwinningen van Ambrogio Spinola. Vanaf dat moment specialiseerde hij zich in het uitgeven van nieuwsboekjes (pamfletten) en nieuwsprenten, hoewel hij andere publicaties (waaronder gebedsprenten) nog lang bleef uitgeven.
Vanaf 1620 vormde hij zijn onregelmatig uitgegeven pamfletten om tot een regelmatig verschijnende reeks. Zodoende gaf hij de eerste krant uit die in de Zuidelijke Nederlanden verscheen. Het werd meermaals per week uitgebracht. Hoewel er geen vaste titel op gedrukt werd, is het nu bekend onder de naam Nieuwe Tijdinghen.
Het redactionele perspectief van Verhoevens krant was uitgesproken katholiek en Habsburgs, hoewel slecht nieuws wel stilletjes op de binnenbladzijden afgedrukt werd.

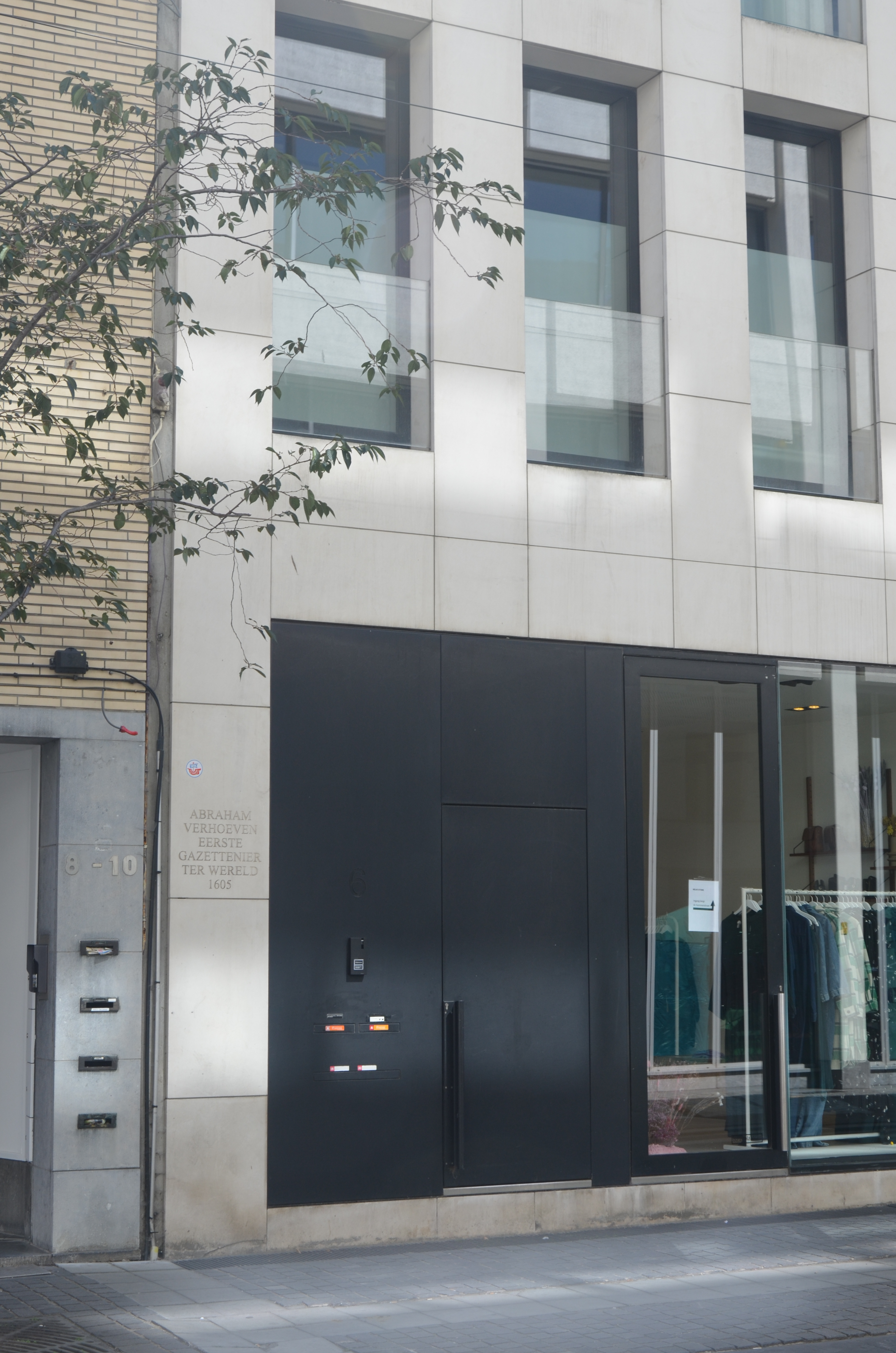
Locatie drukkerij Abraham Verhoeven te Antwerpen

Verhoeven bleef de Nieuwe Tijdinghen tot 1629 uitgeven. Daarna gaf hij de Wekelijcke Tijdinghen uit: een verandering niet alleen van naam, maar ook van periodiciteit en van drukformaat.